# Oranje breedscheenjuffer
De oranje breedscheenjuffer (Platycnemis acutipennis) is een libellensoort uit de familie van de Breedscheenjuffers (Platycnemididae), onderorde juffers (Zygoptera).
De soort staat op de Rode Lijst van de IUCN als niet bedreigd, beoordelingsjaar 2009, de trend van de populatie is volgens de IUCN stabiel. De oranje breedscheenjuffer komt voor in Spanje, Portugal en Frankrijk.
De wetenschappelijke naam van de soort is voor het eerst geldig gepubliceerd in 1841 door Selys.